# Suicide Squad - Un inferno da scontare
Suicide Squad - Un inferno da scontare (Suicide Squad: Hell to Pay) è un film d'animazione del 2018 diretto da Sam Liu.
Prodotto da Warner Bros. Animation e distribuito da Warner Bros. Home Entertainment, è il trentunesimo film appartenente ai DC Universe Animated Original Movies e il decimo capitolo del cosiddetto DC Animated Movie Universe.
Il film è stato distribuito digitalmente il 27 marzo 2018 e il 10 aprile in DVD e Blu-ray.

## Trama
Dopo la sconfitta di Ocean Master per opera di Aquaman e della Justice League, Amanda Waller - dopo aver scoperto che le rimangono solo sei mesi di vita - assembla una nuova Task Force X (composta da Deadshot, Captain Boomerang, Harley Quinn, Copperhead, Killer Frost e Bronze Tiger) per un'altra missione suicida: recuperare una speciale card, un tempo appartenente a Nabu, che consente a chi la tiene in mano al momento della morte l'accesso al Paradiso.
La carta, tuttavia, è l'oggetto delle ricerche anche di Vandal Savage, preoccupato dall'aumento di attentati alla sua vita dopo l'esplosione del fenomeno metaumano, e del terribile Professor Zoom, sopravvissuto alla morte provocatagli da Batman in un'altra linea temporale sacrificando quasi interamente i suoi poteri.
La Task Force riesce a recuperare la carta ma Savage, sacrificando la vita di Knockout (compagna di sua figlia Scandal, che proprio per questo lo tradirà), riesce a impossessarsene e grazie al Professor Pyg si impianta l'oggetto nel corpo in modo tale che chiunque la estragga ne attivi il potere rendendola quindi inutilizzabile; Zoom, tuttavia, riesce a convincere Frost a passare dalla sua parte e grazie al suo aiuto riesce a recuperarla.
Dopo uno scontro serrato Deadshot riesce a uccidere Zoom e ad usare la carta per Bronze Tiger, convincendo inoltre la Waller di aver portato a termine la sua missione. Ormai un uomo libero, Floyd si reca da sua figlia Zoe.

## Produzione
Il film venne annunciato il 21 luglio 2017 durante il San Diego Comic-Con International. È l'ultimo film a cui ha lavorato Alan Burnett prima del pensionamento.

## Altri media

### Fumetti
Dal 21 marzo 2018 è stata pubblicata una serie digitale in 12 fumetti settimanali scritti da Jeff Parker e disegnati da Matthew Dow Smith, Agustin Padilla, Stefano Raffaele e Cat Staggs; negli albi, vengono narrati gli eventi immediatamente successivi al film, quando Amanda Waller tenta di sfuggire alla propria morte. Braccata dallo Spettro, recluta Jason Blood a.k.a. Etrigan nel suo tema per l'ultima missione della squadra.